# Élections sénatoriales de 2017 à Paris
Les élections sénatoriales à Paris se déroulent le 24 septembre 2017. Elles ont pour but d'élire les sénateurs représentant l'unique commune-département au Sénat pour un mandat de six années.

## Contexte départemental
Lors des élections sénatoriales de 2011 à Paris, douze sénateurs ont été élus selon un mode de scrutin proportionnel : un NC, une PCF, deux EELV, trois UMP et cinq PS.
Depuis, tous les effectifs du collège électoral des grands électeurs ont été renouvelés, avec les élections législatives de 2017, les élections régionales de 2015 et les élections municipales de 2014.

## Sénateurs sortants
| Sénateur | Sénateur               | Parti | Groupe    | Fonctions lors de l'élection en 2011                               |
| -------- | ---------------------- | ----- | --------- | ------------------------------------------------------------------ |
|          | Pierre Laurent         | PCF   | CRCE      | Conseiller régional d'Île-de-France                                |
|          | Jean Desessard         | EELV  | RASNAG    | Sénateur sortant                                                   |
|          | Jean-Pierre Caffet     | PS    | LREM      | Sénateur sortant, conseiller de Paris                              |
|          | Bariza Khiari          | PS    | LREM      | Sénatrice sortante                                                 |
|          | Marie-Noëlle Lienemann | PS    | SOCR      |                                                                    |
|          | Roger Madec            | PS    | SOCR      | Sénateur sortant, conseiller de Paris, maire du 19e arrondissement |
|          | David Assouline        | PS    | SOCR      | Sénateur sortant, conseiller de Paris                              |
|          | Leila Aïchi            | MoDem | UC        |                                                                    |
|          | Chantal Jouanno        | UDI   | UC        | Ministre, conseillère régionale d'Île-de-France                    |
|          | Yves Pozzo di Borgo    | UDI   | UC        | Sénateur sortant, conseiller de Paris                              |
|          | Pierre Charon          | LR    | REP       | Vice-président du conseil de Paris, conseiller de Paris            |
|          | Philippe Dominati      | LR    | Ratt. REP | Sénateur sortant                                                   |

1. ↑  Remplace Nicole Borvo Cohen-Seat, démissionnaire le 19 septembre 2012.
2. ↑  Élue sous l'étiquette EÉLV.

## Présentation des listes et des candidats
Les nouveaux représentants sont élus pour une législature de 6 ans au suffrage universel indirect par les 2 406 grands électeurs du département. À Paris, les sénateurs sont élus au scrutin proportionnel plurinominal. Leur nombre reste inchangé, douze sénateurs sont à élire et quatorze candidats doivent être présentés sur la liste pour qu'elle soit validée. Chaque liste de candidats est obligatoirement paritaire et alterne entre les hommes et les femmes. Plusieurs listes seront déposées dans le département. Elles sont présentées ici dans l'ordre de leur dépôt à la préfecture et comportent l'intitulé figurant aux dossiers de candidature.

### «Une équipe démocrate, humaniste et européenne pour Paris» (UDI)
| N° | Candidats | Candidats               | Parti | Principale fonction                             |
| -- | --------- | ----------------------- | ----- | ----------------------------------------------- |
| 01 |           | Yves Pozzo di Borgo     | UDI   | Sénateur sortant, conseiller de Paris           |
| 02 |           | Olga Johnson            | UDI   | Conseillère de Paris                            |
| 03 |           | Mustapha Saadi          | UDI   | Conseiller régional                             |
| 04 |           | Clotilde Derouard       | UDI   | Conseiller régional                             |
| 05 |           | Charles-Henri d'Auvigny | UDI   |                                                 |
| 06 |           | Valérie Nahmias         | UDI   | Conseillère de Paris                            |
| 07 |           | Gilles Pauli            | UDI   |                                                 |
| 08 |           | Sabrina Scolari         | UDI   |                                                 |
| 09 |           | Marc Mutti              | UDI   | Adjoint au maire du 1er arrondissement de Paris |
| 10 |           | Caroline Duc            | UDI   | Conseillère du 15e arrondissement               |
| 11 |           | René-François Bernard   | UDI   | Adjoint au maire du 7e arrondissement de Paris  |
| 12 |           | Martine Ollié           | UDI   |                                                 |
| 13 |           | Pierre Maurin           | UDI   |                                                 |
| 14 |           | Anne-Laure Linget       | UDI   |                                                 |

### «Liste Les Républicains conduite par Pierre Charon» (LR)
| N° | Candidats | Candidats                   | Parti | Principale fonction                                                    |
| -- | --------- | --------------------------- | ----- | ---------------------------------------------------------------------- |
| 01 |           | Pierre Charon               | LR    | Sénateur sortant, conseiller de Paris                                  |
| 02 |           | Julie Boilot                | LR    | Conseillère de Paris                                                   |
| 03 |           | Frédéric Péchenard          | LR    | Conseiller de Paris, conseiller régional                               |
| 04 |           | Gypsie Bloch                | LR    | Conseillère de Paris                                                   |
| 05 |           | Atanase Périfan             | LR    | Conseiller de Paris                                                    |
| 06 |           | Claire de Clermont-Tonnerre | LR    | Conseillère de Paris                                                   |
| 07 |           | Vincent Roger               | LR    | Conseiller régional, conseiller du 4e arrondissement                   |
| 08 |           | Alix Bougeret               | LR    | Conseillère de Paris, première adjointe au maire du 17e arrondissement |
| 09 |           | Jean-Baptiste Menguy        | LR    | Conseiller de Paris                                                    |
| 10 |           | Catherine Lecuyer           | LR    | Conseillère de Paris                                                   |
| 11 |           | Matthieu Seingier           | LR    | Conseiller du 12e arrondissement                                       |
| 12 |           | Aurore Mouysset             | LR    | Conseillère du 11e arrondissement                                      |
| 13 |           | Bertrand Pavlik             | UDI   | Conseiller du 6e arrondissement                                        |
| 14 |           | Chantal Lambert Burens      | LR    | Conseillère du 6e arrondissement                                       |

### «Liste du Parti socialiste de Paris»
| N° | Candidats | Candidats                            | Parti | Principale fonction         |
| -- | --------- | ------------------------------------ | ----- | --------------------------- |
| 01 |           | Rémi Féraud                          | PS    | Maire du 10e arrondissement |
| 02 |           | Marie-Pierre de La Gontrie           | PS    | Conseillère régionale       |
| 03 |           | David Assouline                      | PS    | Sénateur sortant            |
| 04 |           | Marie-Noëlle Lienemann               | PS    | Sénatrice sortante          |
| 05 |           | Bastien Recher                       | PS    |                             |
| 06 |           | Fatima Yadani                        | PS    |                             |
| 07 |           | Philippe Ducloux                     | PS    |                             |
| 08 |           | Danièle Hoffman-Rispal               | PS    | Ancienne députée            |
| 09 |           | Michel Gelly-Perbellini              | PS    |                             |
| 10 |           | Elisabeth Guy-Dubois                 | PS    |                             |
| 11 |           | Michel Rose                          | PS    |                             |
| 12 |           | Véronique Levieux                    | PS    |                             |
| 13 |           | Mario Gonzales Sainz de los Terreros | PS    |                             |
| 14 |           | Marine Rosset                        | PS    |                             |

### «Majorité présidentielle La République en marche» (LREM)
| N° | Candidats | Candidats            | Parti | Principale fonction                              |
| -- | --------- | -------------------- | ----- | ------------------------------------------------ |
| 01 |           | Julien Bargeton      | LREM  | Adjoint à la maire de Paris                      |
| 02 |           | Fadila Mehal         | MoDem | Conseillère de Paris                             |
| 03 |           | Jérôme Dubus         | LR    | Conseiller de Paris                              |
| 04 |           | Kolia Bénié          | LREM  |                                                  |
| 05 |           | Thomas Lauret        | LREM  | Conseiller de Paris                              |
| 06 |           | Marie-Laure Harel    | LR    | Conseillère de Paris                             |
| 07 |           | Alexandre Kimmerlé   | LREM  |                                                  |
| 08 |           | Anne Lebreton        | LREM  | Adjointe au maire du 4e arrondissement de Paris  |
| 09 |           | Majid El Jarroudi    | LREM  |                                                  |
| 10 |           | Florence de Massol   | PS    | Adjointe au maire du 20e arrondissement de Paris |
| 11 |           | Patrice Flory-Celini | LREM  |                                                  |
| 12 |           | Madjiguène Gaye      | LREM  |                                                  |
| 13 |           | Benjamin Fellous     | LREM  |                                                  |
| 14 |           | Béatrice Grandordy   | LREM  |                                                  |

### «Liste écologiste de Paris» (EELV)
| N° | Candidats | Candidats               | Parti | Principale fonction                                      |
| -- | --------- | ----------------------- | ----- | -------------------------------------------------------- |
| 01 |           | Esther Benbassa         | EELV  | Sénatrice sortante                                       |
| 02 |           | Jacques Boutault        | EELV  | Maire du 2e arrondissement de Paris, conseiller de Paris |
| 03 |           | Anne Souyris            | EELV  | Conseillère de Paris                                     |
| 04 |           | Jean-Luc Dumesnil       | EELV  |                                                          |
| 05 |           | Marie Atallah           | EELV  | Conseillère de Paris                                     |
| 06 |           | Guillaume Holsteyn      | EELV  |                                                          |
| 07 |           | Emmanuelle Rivier       | EELV  | Adjointe à la maire du 20e arrondissement de Paris       |
| 08 |           | Bastien François        | EELV  |                                                          |
| 09 |           | Emmanuelle Pierre-Marie | EELV  | Conseillère du 12e arrondissement de Paris               |
| 10 |           | Boniface N'Cho          | EELV  | Conseiller du 4e arrondissement de Paris                 |
| 11 |           | Douchka Markovic        | EELV  | Conseillère du 18e arrondissement de Paris               |
| 12 |           | Laurent Audouin         | EELV  | Conseiller du 5e arrondissement de Paris                 |
| 13 |           | Victoria Barigant       | EELV  |                                                          |
| 14 |           | Charles Roncier         | EELV  |                                                          |

### «Paris en commun» (PCF)
| N° | Candidats | Candidats            | Parti | Principale fonction                              |
| -- | --------- | -------------------- | ----- | ------------------------------------------------ |
| 01 |           | Pierre Laurent       | PCF   | Sénateur sortant                                 |
| 02 |           | Hélène Bidard        | PCF   | Adjointe à la maire de Paris                     |
| 03 |           | Gilbert Garrel       | PCF   |                                                  |
| 04 |           | Isabelle Charpentier | PCF   | Adjointe au maire du 11e arrondissement de Paris |
| 05 |           | Malik Zidi           | DVG   |                                                  |
| 06 |           | Laurence Patrice     | PCF   |                                                  |
| 07 |           | Olivier Munoz        | PCF   |                                                  |
| 08 |           | Shirley Wirden       | PCF   |                                                  |
| 09 |           | Maxime Cochard       | PCF   |                                                  |
| 10 |           | Gwenaëlle Austin     | PCF   |                                                  |
| 11 |           | Élie Jousselin       | PCF   |                                                  |
| 12 |           | Anne Le Loarer       | PCF   |                                                  |
| 13 |           | Damien Lebigot       | PCF   |                                                  |
| 14 |           | Jocelyne Clarke      | PCF   |                                                  |

### «Liste républicaine de la droite et du centre» (LR dissidents)
| N° | Candidats | Candidats                 | Parti | Principale fonction  |
| -- | --------- | ------------------------- | ----- | -------------------- |
| 01 |           | Philippe Dominati         | LR    | Sénateur sortant     |
| 02 |           | Céline Boulay-Esperonnier | LR    | Conseillère de Paris |
| 03 |           | Christian Saint-Étienne   | LR    | Conseiller de Paris  |
| 04 |           | Nathalie Fanfant          | LR    | Conseillère de Paris |
| 05 |           | Patrick Tremege           | LR    | Conseiller de Paris  |
| 06 |           | Anne-Constance Onghena    | LR    | Conseillère de Paris |
| 07 |           | Alexandre Gelbard         | LR    |                      |
| 08 |           | Laure Esquieu             | LR    |                      |
| 09 |           | Philippe Leroy            | LR    |                      |
| 10 |           | Sophie Roubertie          | LR    |                      |
| 11 |           | François Roussel          | LR    |                      |
| 12 |           | Patricia Salama           | LR    |                      |
| 13 |           | Jean-Jacques Giannesini   | LR    |                      |
| 14 |           | Adelaide Bohbot           | LR    |                      |

### «Liste parisienne des républicains de la droite et du centre» (LR dissidents)
| N° | Candidats | Candidats                  | Parti | Principale fonction                                             |
| -- | --------- | -------------------------- | ----- | --------------------------------------------------------------- |
| 01 |           | Catherine Dumas            | LR    | Conseillère de Paris, conseillère régionale, ancienne sénatrice |
| 02 |           | Jean-François Legaret      | LR    | Maire du 1er arrondissement de Paris, conseiller régional       |
| 03 |           | Monique Raimond            | LR    |                                                                 |
| 04 |           | Alain Malraux              | LR    |                                                                 |
| 05 |           | Alexandra Barouch          | LR    |                                                                 |
| 06 |           | Franck Staub               | LR    |                                                                 |
| 07 |           | Cécile Chevalier           | LR    |                                                                 |
| 08 |           | Fabrice Roux               | LR    |                                                                 |
| 09 |           | Colombe Anouilh d'Harcourt | LR    |                                                                 |
| 10 |           | Alain Caradeuc             | LR    |                                                                 |
| 11 |           | Michelle Haegy             | LR    |                                                                 |
| 12 |           | Nicolas Martin-Lalande     | LR    |                                                                 |
| 13 |           | Caroline Garzino           | LR    |                                                                 |
| 14 |           | Bernard Plasait            | LR    |                                                                 |

### «Liste de rassemblement PRG, GÉ»
| N° | Candidats | Candidats                           | Parti | Principale fonction                         |
| -- | --------- | ----------------------------------- | ----- | ------------------------------------------- |
| 01 |           | Jean-Bernard Bros                   | PRG   | Conseiller de Paris                         |
| 02 |           | Laurence Goldgrab                   | PRG   | Conseillère de Paris                        |
| 03 |           | Jean-Christophe Lecardez-Mikhaïloff | PRG   | Adjoint au maire du 11e arrondissement      |
| 04 |           | Murielle Guenoux                    | PRG   | Conseillère régionale                       |
| 05 |           | Olivier Maillebuau                  | PRG   | Adjoint au maire du 2e arrondissement       |
| 06 |           | Christine Martin                    | PRG   |                                             |
| 07 |           | Romain Guillonnet                   | PRG   |                                             |
| 08 |           | Françoise Dorocq                    | PRG   | Conseillère du 15e arrondissement           |
| 09 |           | Quentin Michelon                    | PRG   | Responsable Jeunes radicaux de gauche       |
| 10 |           | Caroline Ache                       | PRG   | Responsable Jeunes radicaux de gauche       |
| 11 |           | Yvonnick Le Ny                      | PRG   |                                             |
| 12 |           | Clémentine-Audrey Simonnet          | PRG   | Responsable Jeunes radicaux de gauche       |
| 13 |           | Charles Salmon                      | PRG   |                                             |
| 14 |           | France Gamerre                      | GE    | Présidente d'honneur de Génération écologie |

## Résultats
| Tête de liste                                                            | Tête de liste            | Liste                                            | Voix  | %     | Élus |
| ------------------------------------------------------------------------ | ------------------------ | ------------------------------------------------ | ----- | ----- | ---- |
|                                                                          | Rémi Féraud              | Parti socialiste                                 | 711   | 24,33 | 4    |
| Liste du Parti socialiste de Paris                                       |                          |                                                  | 711   | 24,33 | 4    |
|                                                                          | Philippe Dominati        | Divers droite (LR)                               | 441   | 15,09 | 2    |
| Liste républicaine de la droite et du centre                             |                          |                                                  | 441   | 15,09 | 2    |
|                                                                          | Julien Bargeton          | Majorité présidentielle (LREM - MoDem - LR - PS) | 331   | 11,33 | 1    |
| Majorité présidentielle - La République en marche                        |                          |                                                  | 331   | 11,33 | 1    |
|                                                                          | Pierre Charon            | Les Républicains                                 | 319   | 10,92 | 1    |
| Liste Les Républicains conduite par Pierre Charon                        |                          |                                                  | 319   | 10,92 | 1    |
|                                                                          | Pierre Laurent           | Parti communiste français                        | 271   | 9,27  | 1    |
| Paris en commun                                                          |                          |                                                  | 271   | 9,27  | 1    |
|                                                                          | Esther Benbassa          | Écologiste (EÉLV)                                | 250   | 8,56  | 1    |
| Liste écologiste de Paris                                                |                          |                                                  | 250   | 8,56  | 1    |
|                                                                          | Catherine Dumas          | Divers droite (LR)                               | 220   | 7,53  | 1    |
| Liste parisienne des républicains de la droite et du centre              |                          |                                                  | 220   | 7,53  | 1    |
|                                                                          | Bernard Jomier           | Divers gauche (PS - EÉLV)                        | 191   | 6,54  | 1    |
| Nouveaux souffles : progressistes, écologistes, européens, démocrates    |                          |                                                  | 191   | 6,54  | 1    |
|                                                                          | Yves Pozzo di Borgo      | Union des démocrates et indépendants             | 114   | 3,90  | 0    |
| Une équipe démocrate, humaniste et européenne pour Paris                 |                          |                                                  | 114   | 3,90  | 0    |
|                                                                          | Jean-Bernard Bros        | Divers gauche (PRG - GÉ - UDE)                   | 58    | 1,98  | 0    |
| Liste de rassemblement PRG, GE et UDE                                    |                          |                                                  | 58    | 1,98  | 0    |
|                                                                          | Hélène Thouy             | Divers (PA)                                      | 10    | 0,34  | 0    |
| Parti animaliste                                                         |                          |                                                  | 10    | 0,34  | 0    |
|                                                                          | Wallerand de Saint-Just  | Front national                                   | 5     | 0,17  | 0    |
| Liste bleu marine pour la défense de nos communes et de nos départements |                          |                                                  | 5     | 0,17  | 0    |
|                                                                          | Brahim Bouselmi          | Divers                                           | 1     | 0,03  | 0    |
| Agir ensemble                                                            |                          |                                                  | 1     | 0,03  | 0    |
|                                                                          |                          |                                                  |       |       |      |
| Suffrages exprimés                                                       | Suffrages exprimés       | Suffrages exprimés                               | 2 922 | 99,42 |      |
| Votes blancs                                                             | Votes blancs             | Votes blancs                                     | 6     | 0,20  |      |
| Votes nuls                                                               | Votes nuls               | Votes nuls                                       | 11    | 0,37  |      |
| Total                                                                    | Total                    | Total                                            | 2 939 | 100   | 12   |
| Abstention                                                               | Abstention               | Abstention                                       | 30    | 1,01  |      |
| Inscrits / participation                                                 | Inscrits / participation | Inscrits / participation                         | 2 969 | 98,99 |      |

### Sénateurs élus
| Sénateur | Sénateur                   | Parti | Groupe    |
| -------- | -------------------------- | ----- | --------- |
|          | Pierre Laurent             | PCF   | CRCE      |
|          | Esther Benbassa            | EELV  | CRCE      |
|          | Rémi Féraud                | PS    | SOCR      |
|          | Marie-Pierre de La Gontrie | PS    | SOCR      |
|          | David Assouline            | PS    | SOCR      |
|          | Marie-Noëlle Lienemann     | PS    | SOCR      |
|          | Bernard Jomier             | DVG   | App. SOCR |
|          | Julien Bargeton            | LREM  | LREM      |
|          | Catherine Dumas            | LR    | REP       |
|          | Pierre Charon              | LR    | REP       |
|          | Céline Boulay-Espéronnier  | LR    | REP       |
|          | Philippe Dominati          | LR    | REP       |